# V538 Aurigae

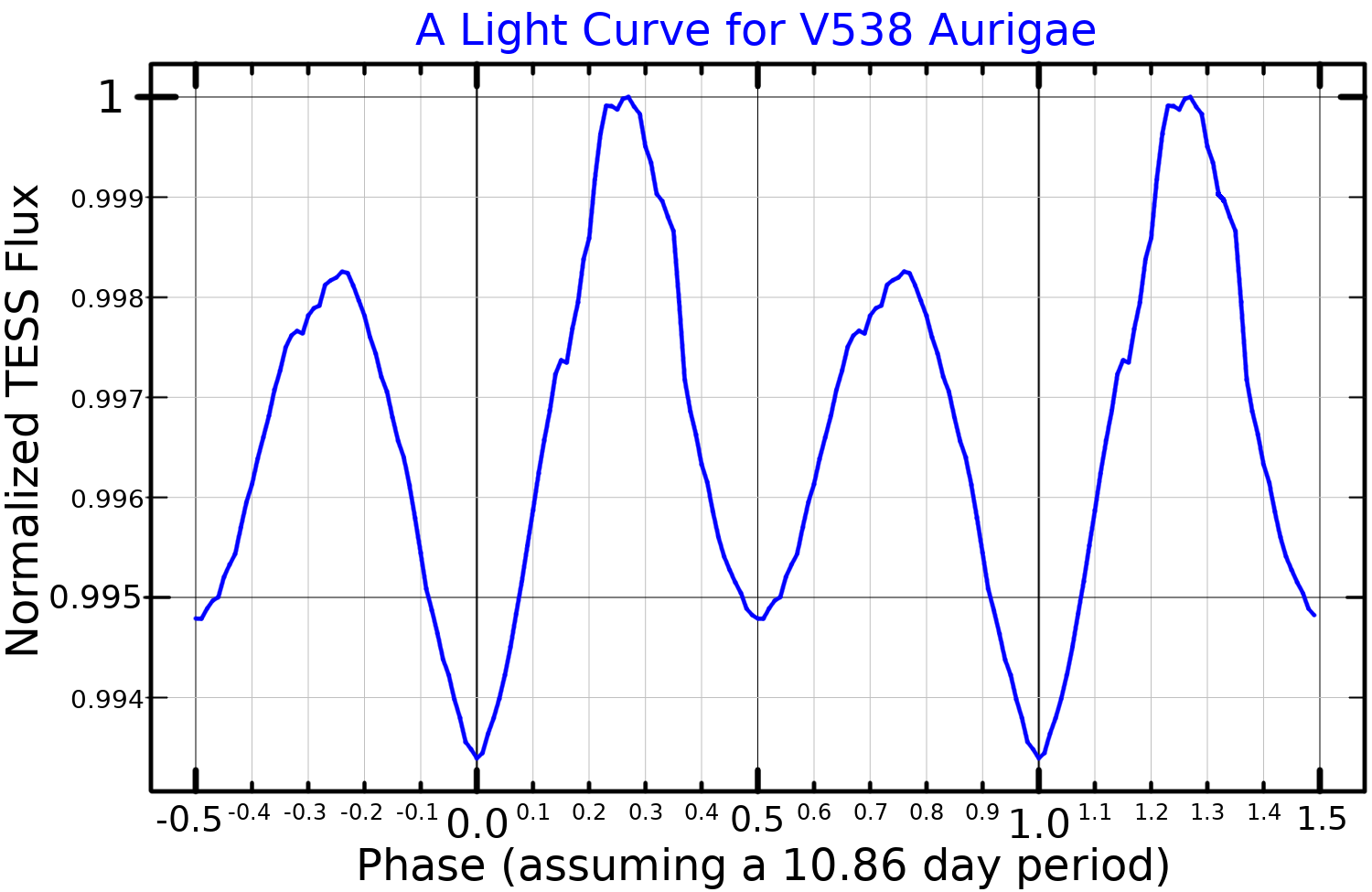
Lichtkromme van V538 Aurigae

V538 Aurigae is een oranje dwerg met een spectraalklasse van K1.V. De ster bevindt zich 40,02 lichtjaar van de zon.